# Ленкавиця (гміна)
Гміна Ленкавиця (пол. Gmina Łękawica) — сільська гміна у південній Польщі. Належить до Живецького повіту Сілезького воєводства.
Станом на 31 грудня 2011 у гміні проживало 4413 осіб.

## Територія
Згідно з даними за 2007 рік площа гміни становила 42.23 км², у тому числі:
- орні землі: 30.00%
- ліси: 67.00%

Таким чином, площа гміни становить 4.06% площі повіту.

## Населення
Станом на 31 грудня 2011:
| Опис     | Загалом | Загалом | Чоловіки | Чоловіки | Жінки | Жінки |
| -------- | ------- | ------- | -------- | -------- | ----- | ----- |
| одиниця  | осіб    | %       | осіб     | %        | осіб  | %     |
| все      | 4413    | 100     | 2180     | 49.40    | 2233  | 50.60 |
| міське   | 0       | 100     | 0        |          | 0     |       |
| сільське | 4413    | 100     | 2180     | 49.40    | 2233  | 50.60 |

## Сусідні гміни
Гміна Ленкавиця межує з такими гмінами: Андрихув, Ґільовіце, Живець, Поромбка, Черніхув, Шлемень.